# Pustina (miniserie televisiva)
Pustina (distribuita in USA come Wasteland) è una miniserie televisiva ceca in 8 episodi prodotta dall'emittente HBO Europe.
In Italia la miniserie è inedita.

## Trama
Hana Sikorová, sindaco di Pustina, piccolo villaggio nelle campagne delle Repubblica Ceca, cerca d'impedire l'acquisizione dei terreni e delle case dei suoi compaesani da parte di una grande compagnia di estrazione di carbone. I suoi concittadini tuttavia propendono per vendere tutto e lasciare il paese. Le cose prendono una piega drammatica quando Misa, una delle due figlie adolescenti di Hana, non torna a casa da scuola. Con l'aiuto della polizia, dell'altra figlia Clara e del suo ragazzo Lukas, Hana cerca disperatamente la figlia, invano. Quando giorni dopo il corpo della giovane Misa viene trovato, i sospetti cadono sull'ex marito di Hana, Charles, un tempo professore e ora malato di mente. Charles nega ogni coinvolgimento e anzi cerca di prodigarsi alla ricerca della figlia, contro tutto e tutti, compresa l'avversione nei suoi confronti di Clara e i dubbi della moglie. Durante la difficoltosa indagine emergono in modo prepotente i sottaciuti conflitti tra gli abitanti di Pustina, numerosi segreti e doppie vite, tra cui quella di Lukas, trafficante di metanfetamine.